# 에밀리오 바르지니
에밀리오 바르지니(Emilio Barzini ?~1955)는 마리오 푸조의 소설 대부 (소설)과 프랜시스 포드 코폴라 감독이 제작한 대부에 등장하는 인물들 중 하나로 뉴욕의 마피아 보스로 등장한다.

## 작품 속 생애
에밀리오 바르지니는 본래 비토 코를레오네 및 그의 조직과 표면적으로는 우호적인 관계를 이어갔으나 한편으로는 계속되는 코를레오네 패밀리의 팽창을 경계했다. 그리하여 결국 버질 솔로조와 필립 타탈리아를 조종해 마약 사업 비협조를 핑계로 비토 코를레오네의 암살을 시도하였고, 이에 대한 보복으로 비토의 아들 산티노 코를레오네의 주도하에 코를레오네 패밀리가 반격을 펼쳐오자 뉴욕 5대 마피아 조직들을 선동해 코를레오네 패밀리를 포위 공격했다.
수년간의 전쟁 끝에 비토의 사위인 카를로 리치를 매수하는데 성공한 바르지니는 그를 이용해 코를레오네 패밀리 내의 주전파이자 비토의 장남 산티노 코를레오네를 매복전을 펼쳐 사살하였다. 이 사건을 계기로 비토 코를레오네는 마약 사업 협조를 약속하게 되었고 이로써 코를레오네 패밀리의 많은 이권들이 사실상 바르지니 패밀리와 타탈리아 패밀리 등에게로 분배되었다. 이것을 승리로 여긴 바르지니는 끊임없이 코를레오네 패밀리의 영역을 잠식해들어갔다.
비토 코를레오네가 죽고 그 조직을 막내 아들 마이클 코를레오네가 승계하자 바르지니는 테시오와 공모하여 마이클을 제거하고 코를레오네 조직을 완전히 분쇄하고자 하였다. 그러나 바르지니는 사건의 전개를 눈치챈 마이클이 보낸 알 네리에 의해 살해되고 만다.